# ساليف كامارا يونسون
ساليف كامارا يونسون (بالسويدية: Salif Jönsson)‏ هو لاعب كرة قدم سويدي في مركز الهجوم، ولد في 9 سبتمبر 1983 في Kulladal ‏ في السويد. لعب مع نادي تريليبورج ‏.

## وصلات خارجية
- ساليف كامارا يونسون على موقع اتحاد السويد (السويدية)
- ساليف كامارا يونسون على موقع Soccerway.com (الإنجليزية)